# 倫納德·保羅·扎基姆邦克山紀念大橋
倫納德·保羅·扎基姆邦克山紀念大橋（英語：Leonard P. Zakim Bunker Hill Memorial Bridge）是一座位於美國麻薩諸塞州波士頓的斜拉橋，該橋樑於2003年竣工，並橫跨查爾斯河。以取代建於1950年代的舊桁架橋查爾斯敦高橋。該橋樑全名紀念了波士頓地區領導人和民權活動家倫納德·保羅·扎基姆（Leonard P. Zakim），他主張「建立人與人之間的橋樑」。並且紀念了邦克山戰役。
該橋樑和連接隧道是美國最大的公路建設項目大开掘的一部分。同時興建的設施還包括勒弗雷特圈連接橋這座橋的獨特造型很快成為波士頓的地標，經常出現在國家新聞頻道的背景中，並被列入波士頓的旅遊紀念景點。這座橋通常被附近查爾斯鎮的居民稱為扎基橋（Zakim Bridge）或邦克山大橋（Bunker Hill Bridge） 。

## 設計
邦克山紀念大橋的概念是由瑞士土木工程師克里斯蒂安·梅恩與橋樑設計師米格爾·羅薩萊斯合作設計，其橋體設計由美國土木工程師徐汝初（Ruchu Hsu）和栢誠集團設計。華萊士弗洛伊德協會是柏克德/柏誠的子顧問公司，同時也參與該項目的首席建築師/城市設計師，並在設計過程中負責促進社區的參與。
邦克山紀念大橋是一座結構為豎琴式的斜拉橋，每根纜繩都通過橋塔支撐。橋樑的主要部分橫跨著93號州際公路（同時也是美國1號公路）的北、南兩車道，連接小托馬斯·P·蒂普·奧尼爾隧道和北面的高架公路。此外還有兩條額外的路被外懸掛在纜繩外面，這兩條路是給予薩姆納隧道和北區收費站上路的車輛使用的。該兩條路在橋的北面合併到主要公路上。其中，3號州際公路向新罕布什爾州延伸成為「北部高速公路」的一部分，美國1號公路從州際公路上分岔，向東北延伸到馬薩諸塞州的北岸社區，並通過托賓橋穿越米斯蒂克河。
1975年建成的波士顿地铁橙线的朝北延伸隧道則位於橋下。

## 開放
邦克山紀念大橋於2002年10月4日舉辦落成儀式。致辭演講者也包括扎基姆的家人、政府官員以及布魯斯·史普林斯汀演唱的歌曲〈Thunder Road〉。
在演唱這首歌時，史普林斯汀曾提及扎基姆：「我在他生命的最後一年認識了他，他是那種即使在生病時也能感受到強烈意志和內在精神的人之一，我們當然不是通過這座美麗的橋來紀念他，而是繼續他為社會正義而戰鬥的遺志。」

### 景觀設計和公共藝術
為了保護邦克山紀念大橋的樁基，當地政府需要環境許可證來重新安置水面開放區域，以改變查爾斯河岸線的輪廓。設計師在橋面下周圍進行景觀設計和環境緩解的工程，使得由卡羅爾·R·約翰遜協會所設計的公共景觀得以創建。
當前，橋下的景觀包含了一系列基於照明的不銹鋼公共藝術品，名為「失落半英里的五個燈塔」。
行人和騎自行車的人可以從查爾斯頓出發，經過相鄰的北岸人行天橋前往劍橋，到達北角公園。這座橋是查爾斯河自行車道的一個連接點。

## 圖片

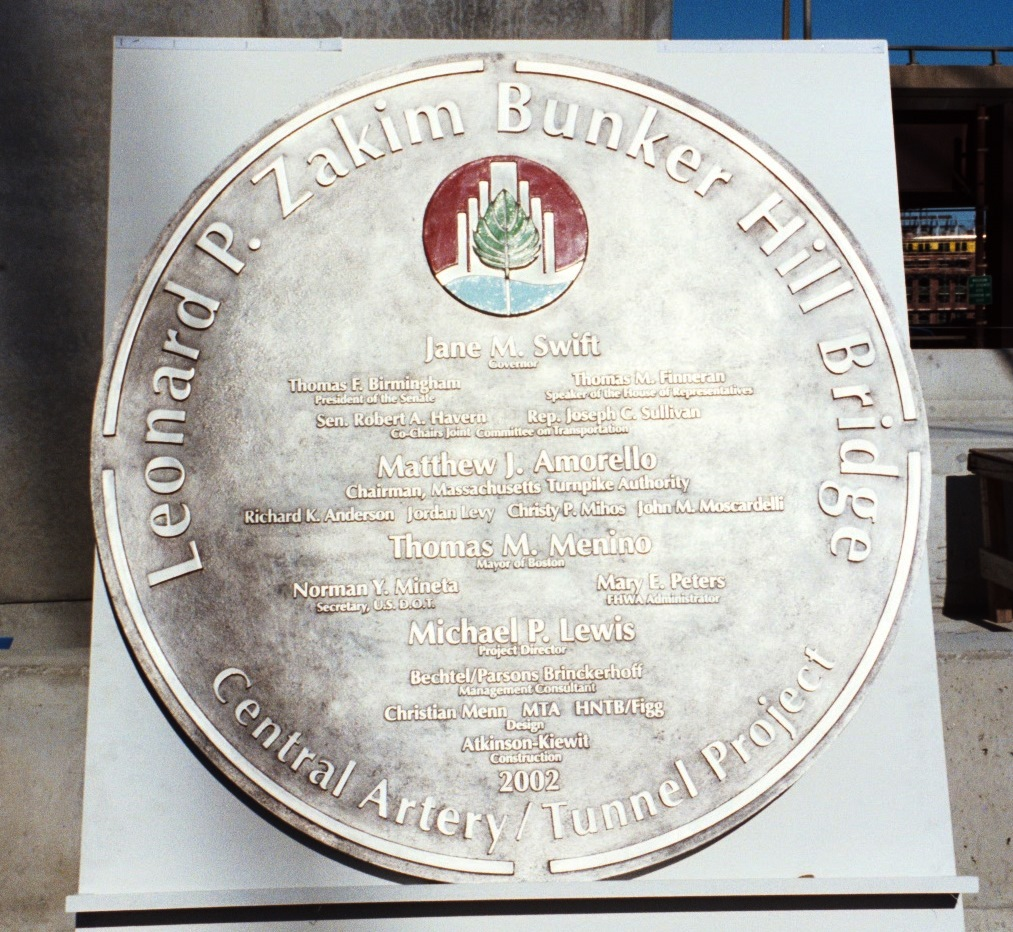
大橋落成牌匾
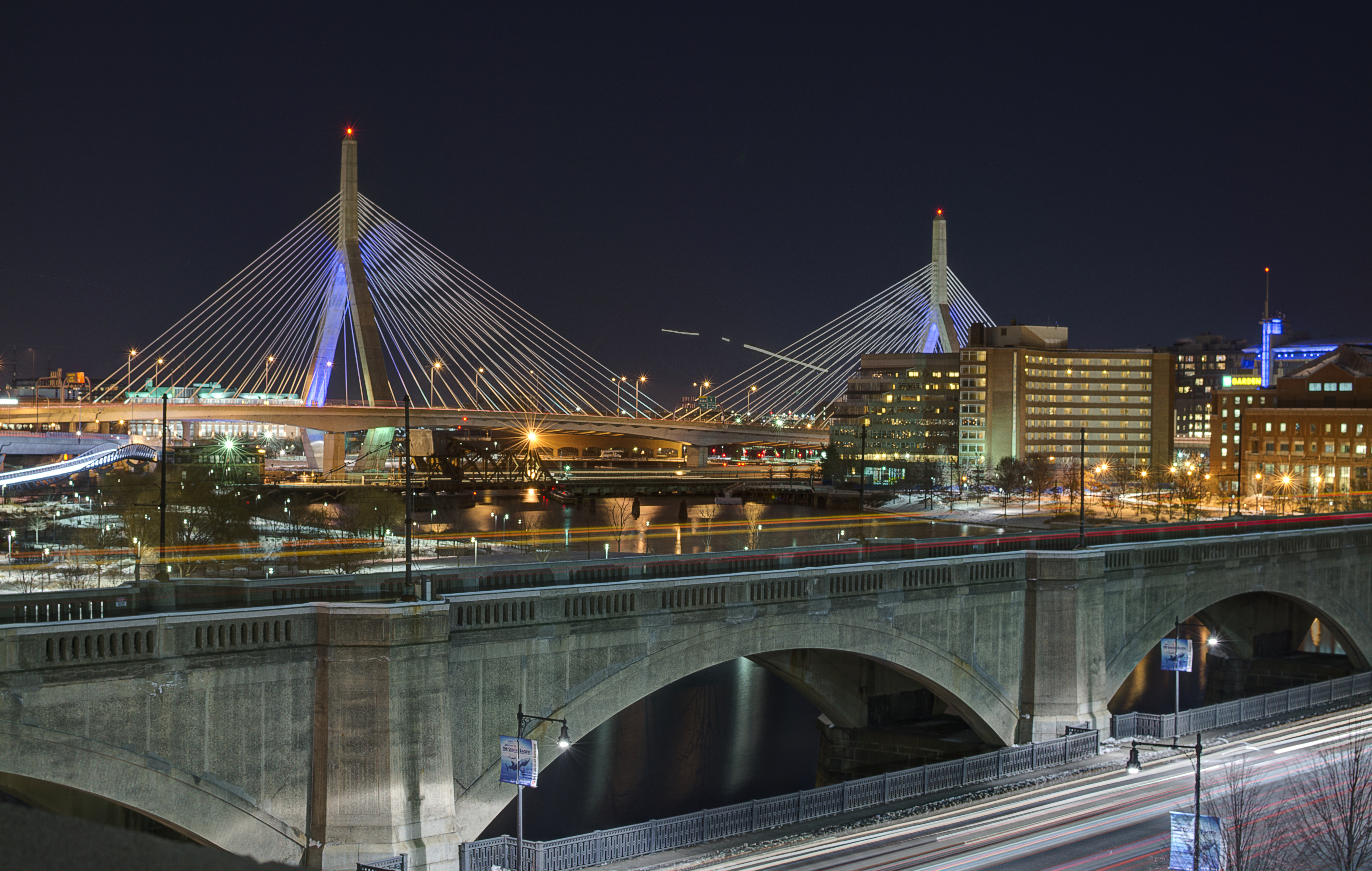
邦克山紀念大橋與萊赫米爾高架橋的夜景
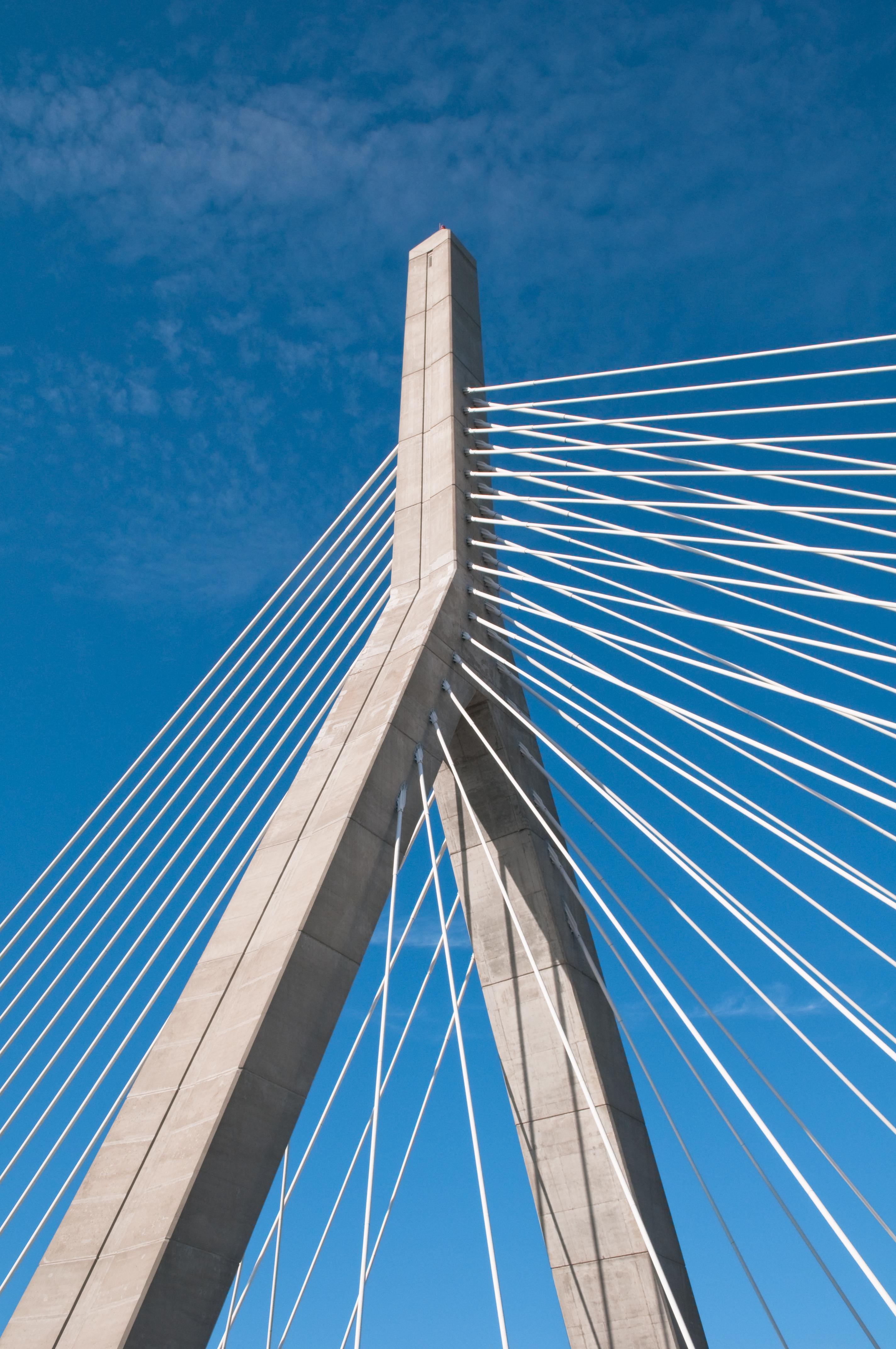
橋電纜和塔
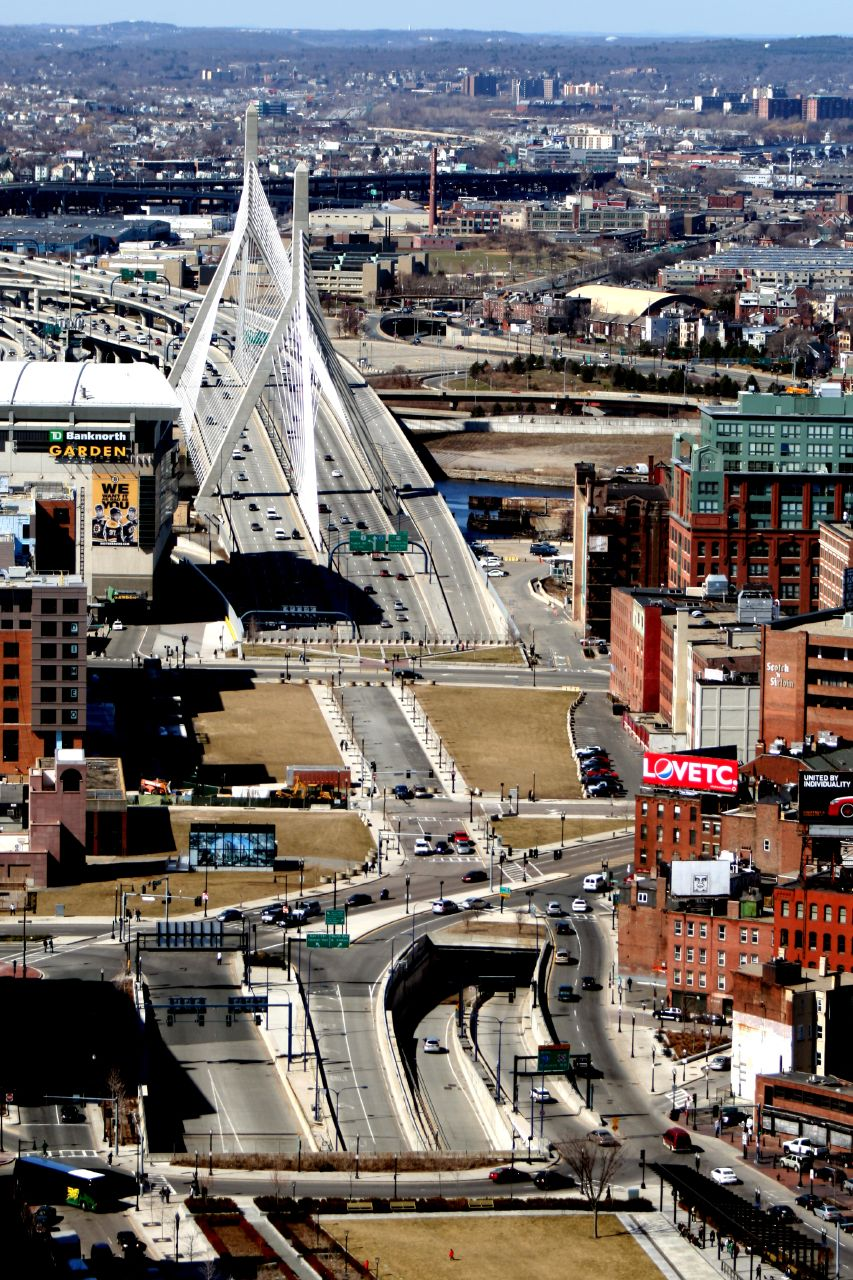
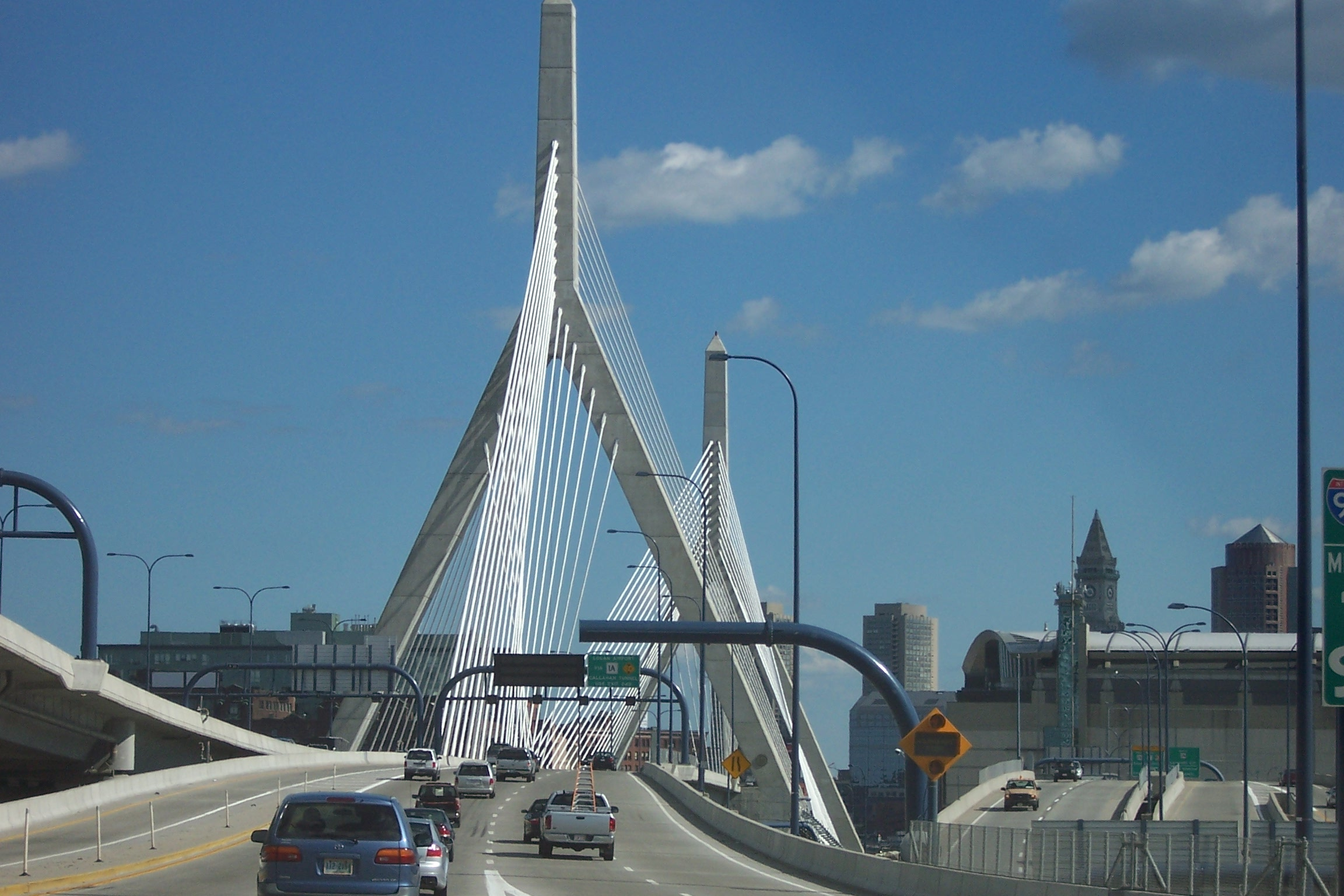
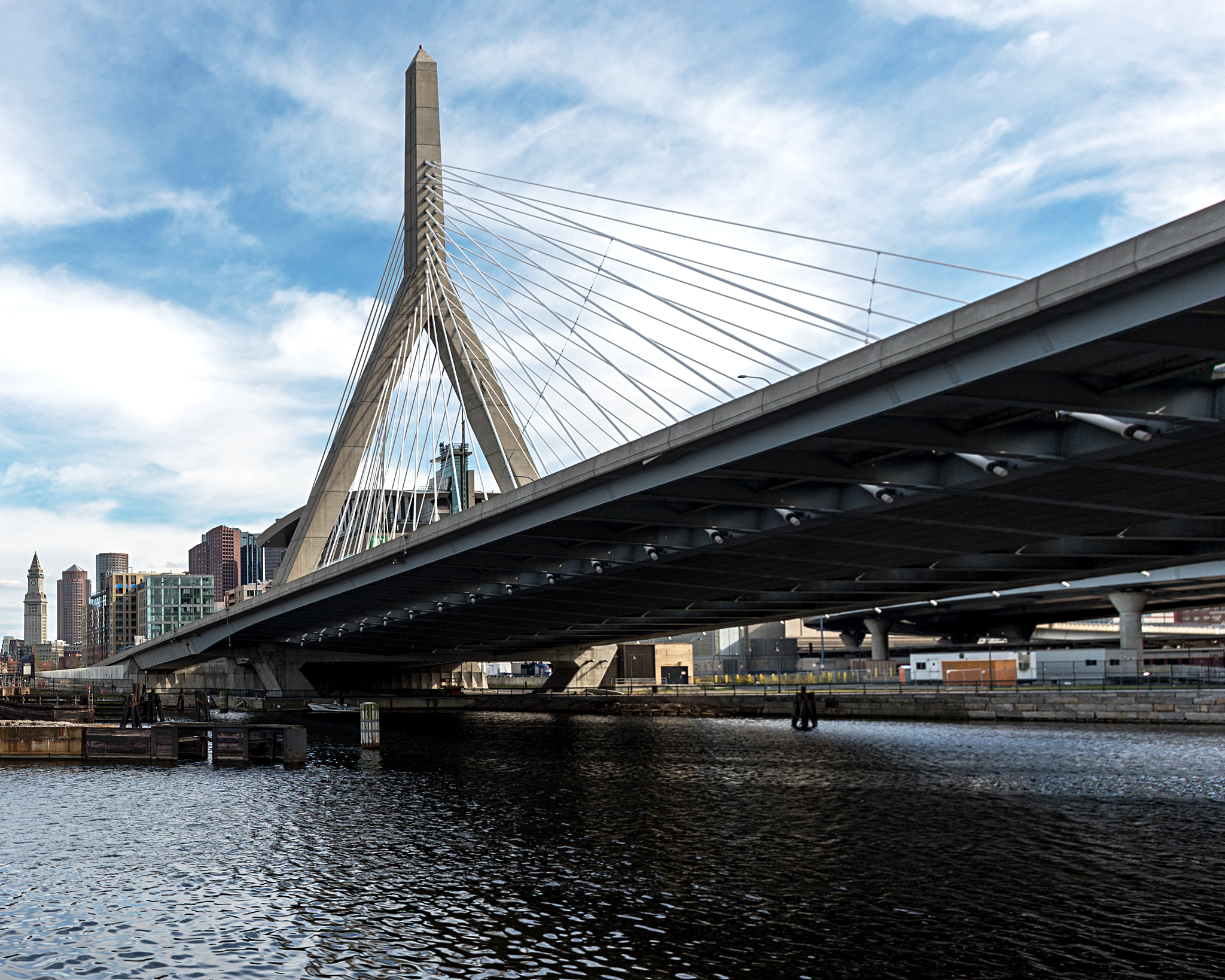
從查爾斯敦的保羅里維爾公園眺望
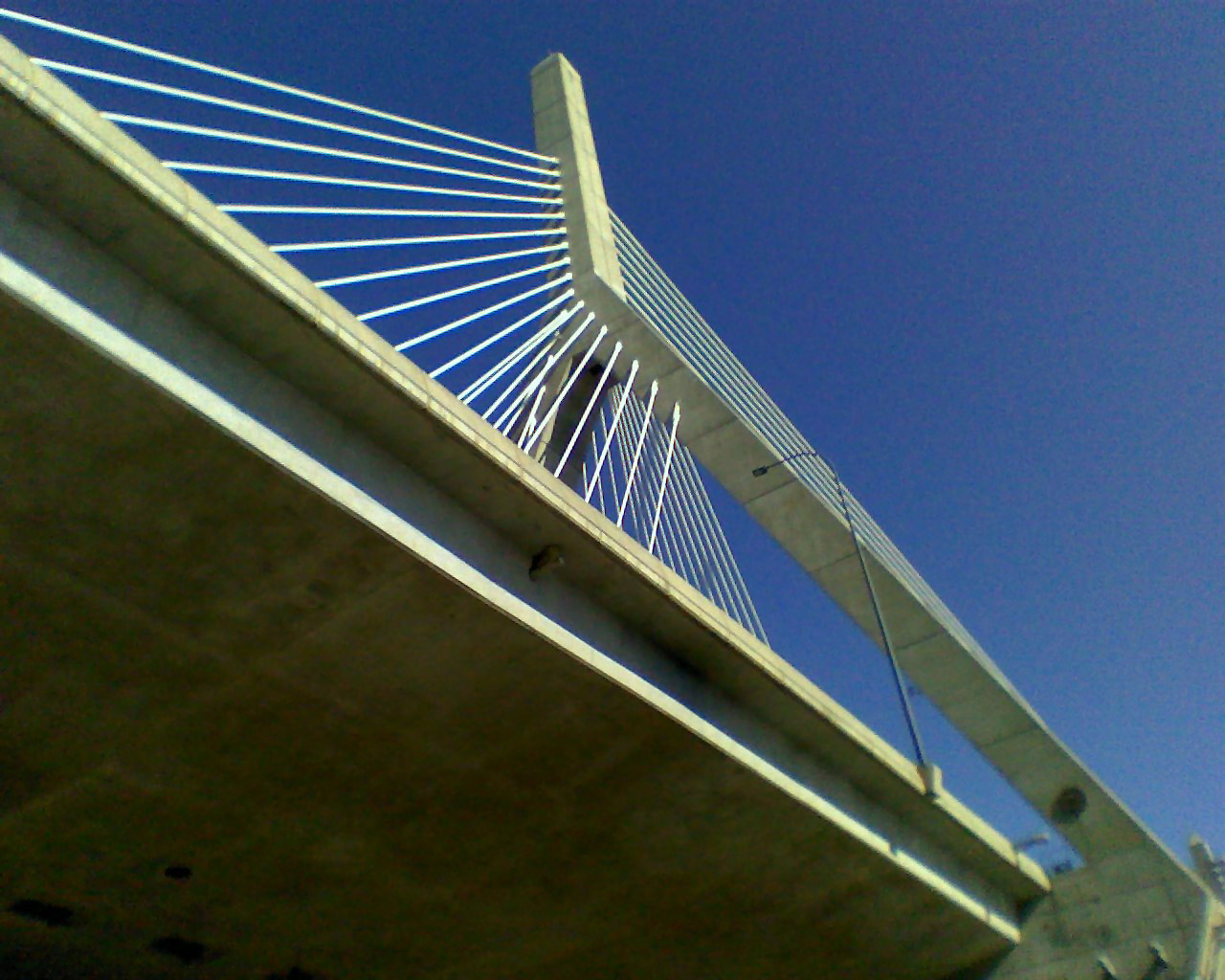
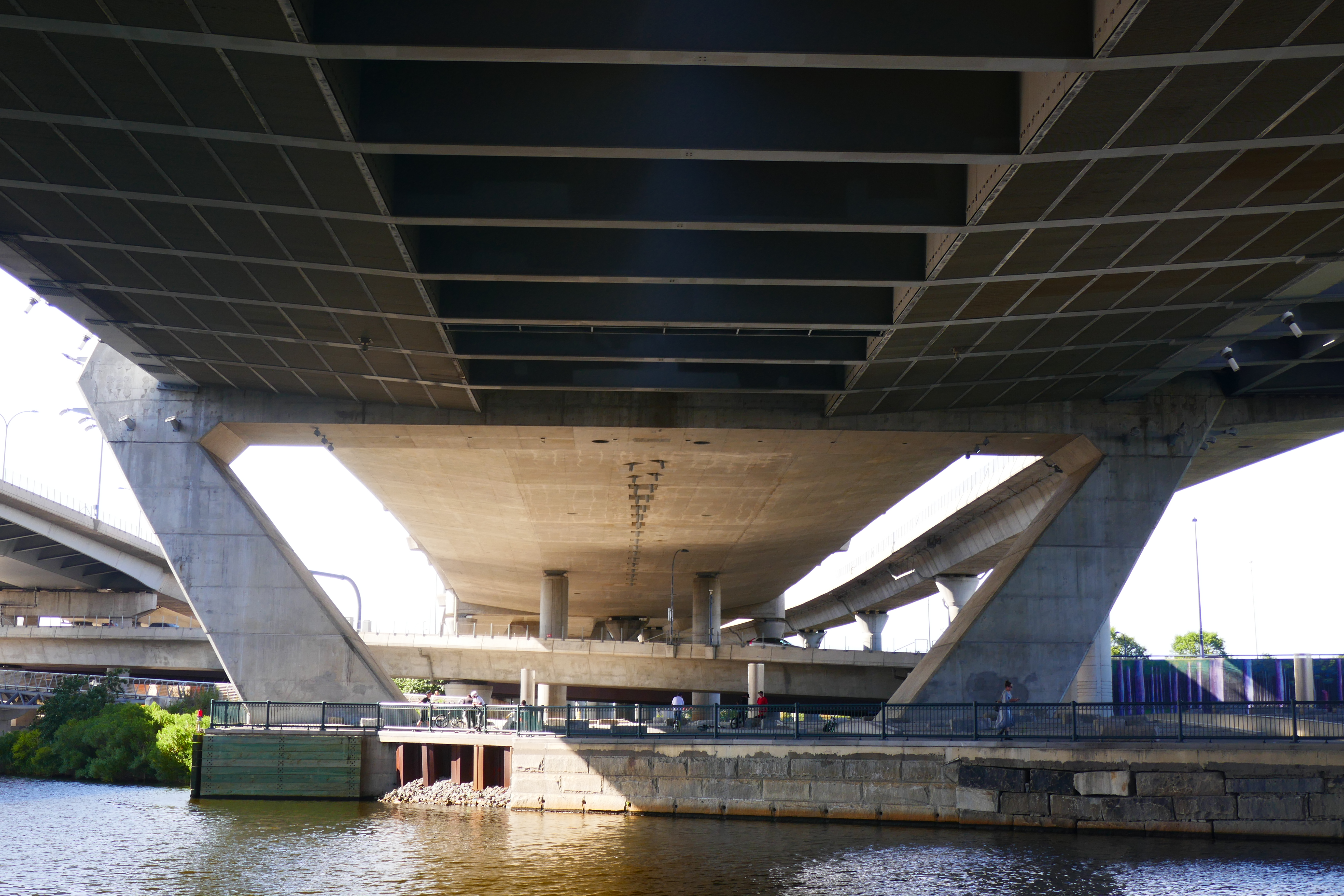

## 外部連結
- The Leonard P. Zakim Bunker Hill Bridge web site （页面存档备份，存于）
- Fact sheet on the Leonard P. Zakim Bunker Hill Bridge 的存檔，存档日期August 30, 2021，.
- Structurae数据库中Leonard P. Zakim Bunker Hill Bridge的数据
- Description and history （页面存档备份，存于） on bostonroads.com
- Zakim bridge as viewed from former location of Spaulding Rehab Hospital （页面存档备份，存于）
- Leonard P. Zakim Bunker Hill Memorial Bridge | foundations （页面存档备份，存于）
- Zakim Bridge architect pays to keep the lights on （页面存档备份，存于）
- Bland Zakim Bridge leaves us feeling blue （页面存档备份，存于）
- MassDOT Reveals Zakim Bridge New Lighting 的存檔，存档日期June 22, 2013，.
- New Lighting Revealed for Zakim Bunker Hill Bridge （页面存档备份，存于）
- A new type of Cape escape, and a Zakim unveiling （页面存档备份，存于）
- Lawrence model bridge builders meet their role model （页面存档备份，存于）
- The Leonard P. Zakim Bunker Hill Bridge – Philips Color Kinetics Case Study （页面存档备份，存于）
- Zakim Bridge Turns 15 （页面存档备份，存于）